# Big C
Big C (тайск. บิ๊กซี ซูเปอร์เซ็นเตอร์) — крупный азиатский ретейлер со штаб-квартирой в Бангкоке, Таиланд. 
Второй по объемам ретейлер в Таиланде (после Tesco Lotus). 
Функционирует в Таиланде, Вьетнаме, Лаосе и Камбодже.
Компанию основала в 1993 году Central Group; первый магазин открылся в 1994 году в Бангкоке (на Chaengwattana Rd.). 
С 1995 года Big C торгуется на фондовой бирже Таиланда. К настоящему времени открыто 153 гипермаркета, 63 Big C Market и 1018 Big C Mini.

## История
Central Group открыла Central Superstore на пересечении Wong Sawang в Бангкоке. 15 января 1994 года открытый торговый центр заработал под новым брендом, Big C, новое название представляет собой аббревиатуру от «Big Central».
Save One в Рангсите[где?] в 1995 году переименован в Big C Supercenter — он стал первым магазином сети за пределами Бангкока. В этом же году компания Central Superstore Company Limited изменила название на Big C Supercenter Public Company Limited, после чего провела первичное размещение акций на фондовой бирже Таиланда (тикер BIGC).
Big C запустил концепцию «единый этаж» в торговом центре на Бангпли в 1996 году, интегрировав под одну крышу торговый комплекс общей площадью 12 000 квадратных метров для облегчения шоппинга. Эффективный дизайн способствовал снижению эксплуатационных расходов.
После Азиатского финансового кризиса 1997 года Big C вступил в альянс с французской компанией Groupe Casino. Casino Groupe приобрела 530 миллионов акций Big C в 1999 году, что сделало ее крупнейшим акционером компании. После получения контрольной доли в Big C Casino Groupe продал имеющиеся у него акции для того, чтобы сосредоточиться только на розничной торговли для повышения эффективности своей работы.
В 2000 году Big C увеличил время работы магазинов сети с 8 утра до полуночи, а также открыл официальный веб-сайт. В 2002 году были открыты магазины типа хард-дисканутер «Leader Price by Big C» (по аналогии с Leader Price от Groupe Casino). Также появились кредитные карты сети, «Big C Credit Card» и «Big C Hire-Purchase». Открыт Фонд Big C, который стал оказывать необходимую помощь и поддержку для детей, предлагая новые возможности по образованию для детей из незащищенных социальных слоев.
Big C разработал и расширил концепцию магазина «Compact Store» в 2005 году. Компактные магазины привлекли инвестиции в диапазоне от 300 до 400 миллионов батов, в то время как средние и крупные магазины площадью 5000-6000 квадратных метров смогли привлечь инвестиции в диапазоне от 600 до 7700 миллионов батов. В мае 2005 года был запущена программа «Card Chapper Card Card». 
В 2006 году «Leader Price by Big C» был переименован в «Mini Big C» и стал работать в формате круглосуточного магазина. В июле 2010 года был анонсирован новый формат магазинов — «Big C Junior», который разместился по габаритам между компактным магазином и супермаркетом.
В конце 2003 года первые магазины Big C появились во Вьетнаме после того, как 3 супермаркета Cora прошли ребрендинг. 
В 2010 году Big C объявил в Таиланде, что откроет свой первый магазин в Лаосе в новом торговом центре Taladsao во Вьентьяне в конце 2012 года. 
В ноябре 2010 года Big C выиграл аукцион на покупку 42 филиалов Carrefour в Таиланде на 868 млн. евро (35,4 млрд. бат). После приобретения Big C стало принадлежать 111 гипермаркетов против 87 у Tesco. При этом общая сеть магазинов все равно оказалась больше у Tesco.
Groupe Casino SA согласилась в феврале 2016 года продать свою долю в Big C общей стоимостью 3,1 млрд. евро тайскому миллиардеру, Чарену Сиривадханабхакди. Его компания TCC Group выкупила 58,6% акций Casino в Big C Thailand по цене 252,88 батов за акцию (7,10 долл. США), общая стоимость сделки составила 5,86 млрд долларов США. Продажа позволила Casino сократить свои долги на 3,3 млрд. евро. 